# 6898 Сент-Меріс
6898 Сент-Меріс (6898 Saint-Marys) — астероїд головного поясу, відкритий 8 червня 1988 року.
Тіссеранів параметр щодо Юпітера — 3,329.